# Grias cauliflora
Espèce
Statut de conservation UICN

 LC  : Préoccupation mineure
Grias cauliflora est une espèce de plantes àfleurs de la famille des Lecythidaceae. Il est également dénommé poirier anchois (anchovy pear en anglais),,. C'est une espèce à feuilles persistantes originaire de Jamaïque, d'Amérique centrale, et de  Colombie. On le trouve souvent près des rivières ou des marais en grandes colonies

## Description
Les fruits comestibles forment des grappes de grosses gousses rondes, ligneuses et extrêmement dures de la taille d’un gros pamplemousse. La chair de la graine (la « noix ») est très riche en huile et atteint de 7 à 9 cm de long et de 2 à 4 cm de diamètre. L’arbre a des fleurs jaunes parfumées d’environ 5 cm de diamètre et atteint une hauteur d’environ 15 m. Le poirier anchois porte des feuilles brillantes en forme de lance produites en touffes de palmiers qui atteignent une longueur moyenne de 90 cm. Les fruits comestibles, bruns, ressemblant à des baies pour lesquels il est cultivé ne sont pas apparentés à la poire. Le fruit a un goût similaire à celui de la mangue,,,.

## Répartition
Ce taxon se rencontre dans les pays suivants : Belize, Colombie, Costa Rica, Guatemala, Honduras, Jamaïque, Nicaragua, Panama.

## Systématique
Le nom correct complet (avec auteur) de ce taxon est Grias cauliflora L..
Grias cauliflora a pour synonymes :
- Grias dariensis Dwyer
- Grias dukei Dwyer
- Grias fendleri Seem.
- Grias gentlei Lundell
- Grias integrifolia (Standl.) R.Knuth
- Grias pittieri R.Knuth
- Grias sternii Dwyer
- Grias zamorensis Linden
- Gustavia integrifolia Standl.